# Ильичёва, Анна Васильевна
Анна Васильевна Ильичёва (7 ноября 1927 — 10 июля 2002) — передовик советского сельского хозяйства, комбайнёр колхоза «Заря Алтая» Завьяловского района Алтайского края, Герой Социалистического Труда (1976).

## Биография
Родилась в 1927 году на селе Гилёвка, ныне Завьяловского района Алтайского края в крестьянской русской семье.
С началом Великой Отечественной войны трудоустроилась работать в колхоз, в бригаду механизаторов. После войны перешла работать учётчицей. Вышла замуж за тракториста Василия Ильичёва и стала работать прицепщицей. Окончила курсы механизаторов и стала трудиться на тракторе, а с 1969 года на комбайне.
В 1971 году ей удалось намолотить свыше 11000 центнеров зерна. Стала победителем социалистического соревнования среди женщин-механизаторов Алтая. За 9-ю пятилетку смогла показать высокий результат, намолотив свыше 75000 центнеров зерна, а конкретно в 1976 — 9934 центнера, выполнив норму на 204 процента.
Указом Президиума Верховного Совета СССР от 23 декабря 1976 года за получение высоких результатов в сельском хозяйстве и рекордные показатели в уборочную страду Анне Васильевне Ильичёвой было присвоено звание Героя Социалистического Труда с вручением ордена Ленина и медали «Серп и Молот».
Являлась делегатом XXV съезда КПСС.
Проживала в родной деревне. Последнее время в городе Барнауле. Умерла 10 июля 2002 года.

## Награды
За трудовые успехи была удостоена:
- золотая звезда «Серп и Молот» (23.12.1976)
- два ордена Ленина (13.12.1972, 23.12.1976)
- другие медали.